# 极品飞车：孤注一掷
《极品飞车：孤注一掷》（俗称「极品飞车4」）是一款归属于极品飞车系列的竞速游戏，在系列中为第四个正统续作，1999年3月开始发行PlayStation平台版本，1999年9月开始发行PC平台版本。游戏依然延续上代作品（极品飞车III：闪电追踪）的非法竞速题材，保留了比赛模式和经典的Hot Pursuit（热力追踪）模式，同时加入了一些新的车型、赛道，以及新颖的生涯模式。游戏的画面渲染以上代作品为基础的引擎为基础，引入新的画面效果，并修正物理方面的问题。

## 游戏

### 生涯模式
“生涯”是游戏的一大要素。玩家将从最初的25000资金和最低级别车辆，发展为坐拥百万资产和顶级赛车的超级车手。玩家要通过参加比赛，获取资金，并完成一系列的赛事 1来不断推进生涯进度。此时，资金的掌握与利用显得格外重要，玩家将决定是否购入新车，或修理受损车辆，或拨出一些参赛费用加入高级赛事。游戏还允许玩家使用调色板自定义车辆颜色2，和升级车辆以提升性能。此外，玩家在生涯中的不断推进，会逐渐解锁越来越多的新的部分游戏内容 3。
标题"High Stakes"亦是本作生涯模式的一个创新，实际就是与电脑一对一的在单场比赛中赌车。获胜方不赢钱而赢取对手的座驾，反之落败则会输掉自己的座驾。
另外，前作《热力追缉》中所有的赛道都在生涯模式中原封不动地出现，只要完成相关比赛就能解锁于全部单机模式。

## 大中华区版本
本作在中国大陆和台湾都曾发行由EA直接引进的正版。内容以美版为基础，界面仍为英文，不同之处仅在于加入了台湾歌手张震岳演唱的三首单曲。